# Jane Wyatt
Pour les articles homonymes, voir Wyatt.
Jane Wyatt, née le 12 août 1910, à Campgaw  (New Jersey), et morte le 20 octobre 2006, dans sa villa de Bel Air (Californie), est une actrice américaine, connue notamment pour son rôle de Margaret Anderson dans la série télévisée Papa a raison.

## Biographie

### Vie privée
Mariée en 1935 à Edgar W. Ward, un investisseur, Jane Wyatt est mère de 2 garçons, Christopher et Michael.

## Filmographie
(septembre 2023).
- 1934 : One More River de James Whale : Dinny Cherrell
- 1934 : Great Expectations : Estella
- 1935 : We're Only Human : Sally Rogers
- 1936 : The Luckiest Girl in the World : Pat Duncan
- 1937 : Les Horizons perdus (Lost Horizon) de Frank Capra : Sondra Bizet
- 1940 : Girl from God's Country : Anne Webster
- 1941 : Kisses for Breakfast : Laura Anders
- 1941 : Hurricane Smith : Joan Wyatt
- 1941 : Weekend for Three : Ellen 'Gretch' Craig
- 1942 : Army Surgeon : Elizabeth 'Beth' Ainsley
- 1942 : La Marine triomphe (The Navy Comes Through) : Myra Mallory
- 1943 : La Vallée infernale (Buckskin Frontier) de Lesley Selander : Vinnie Marr
- 1943 : Le Cavalier du Kansas (The Kansan) : Eleanor Sager
- 1944 : Rien qu'un cœur solitaire (None But the Lonely Heart) : Aggie Hunter
- 1946 : Strange Conquest (en) de John Rawlins Dr Mary Palmer
- 1946 : The Bachelor's Daughters : Marta
- 1947 : Boomerang ! (Boomerang!) : Madge Harvey
- 1947 : Le Mur invisible (Gentleman's Agreement) : Jane
- 1948 : Sanglante Aventure (Pitfall) de André de Toth  : Sue Forbes
- 1948 : La Vérité nue (No Minor Vices) de Lewis Milestone : Miss Darlington
- 1949 : Garçons en cage : Mrs. Maud Brown
- 1949 : Canadian Pacific : Dr Edith Cabot
- 1949 : Horizons en flammes (Task Force) de Delmer Daves : Mary Morgan
- 1950 : House by the River : Marjorie Byrne
- 1950 : Celle de nulle part : Mrs. Fred (Lois) Macaulay
- 1950 : Trois gosses sur les bras (My Blue Heaven) de Henry Koster : Janet Pringle
- 1950 : Captif de l'amour (The Man Who Cheated Himself) de Felix E. Feist : Lois Frazer
- 1951 : J'accuse cet homme (en) (Criminal Lawyer) de Seymour Friedman : Maggie Powell
- 1954 - 1960 : Papa a raison (Father Knows Best) Margaret Anderson
- 1957 : Les Amants de Salzbourg (Interlude) : Prue Stubbins
- 1961 : The Two Little Bears : Anne Davis
- 1964 : See How They Run (en) (téléfilm) : Augusta Flanders
- 1965 : Never Too Late (en) : Grace Kimbrough
- 1966 : Confidential for Women (série TV) : Narrator (unknown episodes, 1966)
- 1967 : Star Trek épisode Un tour à Babel : Amanda Grayson
- 1970 : Weekend of Terror (TV) : Sister Frances
- 1970 : Le Virginien (TV) saison 9 épisode 09 (The price of the hanging) : Mrs. Lori Kinkaid
- 1971 : Neighbors (TV)
- 1973 : You'll Never See Me Again (en) (TV) : Mary Alden
- 1973 : Tom Sawyer (TV) : Aunt Polly
- 1975 : Ladies of the Corridor (TV) : Mrs. Nichols
- 1975 : Katherine (TV) : Emily Alman
- 1976 : Le Trésor de Matacumba : Aunt Effie
- 1976 : Amelia Earhart (TV) : Amy Earhart
- 1977 : Father Knows Best: Home for Christmas (TV) : Margaret Anderson
- 1978 : Superdome (TV) : Fay Bonelli
- 1978 : Le Dernier match (A Love Affair: The Eleanor and Lou Gehrig Story) (TV) : Eleanor's Mother
- 1978 : The Nativity (TV) : Anna
- 1978 : The Millionaire (TV) : Mrs. Mathews
- 1982 : Missing Children: A Mother's Story (TV) : Judge Eloise Walker
- 1986 : Star Trek 4 : Retour sur Terre (Star Trek IV: The Voyage Home) : Amanda
- 1989 : Amityville 4 (Amityville: The Evil Escapes) (TV) : Alice Leacock
- 1996 : Simisola (TV) : Newsreader